# Форт-Чисвелл (Вірджинія)
Форт-Чисвелл (англ. Fort Chiswell) — переписна місцевість (CDP) в США, в окрузі Віт штату Вірджинія. Населення — 876 осіб (2020).

## Географія
Форт-Чисвелл розташований за координатами 36°56′41″ пн. ш. 80°57′22″ зх. д. / 36.94472° пн. ш. 80.95611° зх. д. (36.944722, -80.956149).  За даними Бюро перепису населення США в 2010 році переписна місцевість мала площу 35,31 км², з яких 35,03 км² — суходіл та 0,28 км² — водойми.

## Демографія
Згідно з переписом 2010 року, у переписній місцевості мешкало 939 осіб у 386 домогосподарствах у складі 271 родини. Густота населення становила 27 осіб/км².  Було 417 помешкань (12/км²).
Расовий склад населення:
| - 96,3 % — білих - 1,3 % — азіатів - 1,0 % — чорних або афроамериканців - 0,1 % — корінних американців |

До двох чи більше рас належало 0,9 %. Частка іспаномовних становила 1,4 % від усіх жителів.
За віковим діапазоном населення розподілялося таким чином: 21,2 % — особи молодші 18 років, 65,4 % — особи у віці 18—64 років, 13,4 % — особи у віці 65 років та старші. Медіана віку мешканця становила 41,4 року. На 100 осіб жіночої статі у переписній місцевості припадало 98,1 чоловіків;  на 100 жінок у віці від 18 років та старших — 100,0 чоловіків також старших 18 років.
Середній дохід на одне домашнє господарство  становив 56 149 доларів США (медіана — 44 000), а середній дохід на одну сім'ю — 63 069 доларів (медіана — 53 625). За межею бідності перебувало 3,3 % осіб, у тому числі 0,0 % дітей у віці до 18 років та 4,6 % осіб у віці 65 років та старших.
Цивільне працевлаштоване населення становило 504 особи. Основні галузі зайнятості: освіта, охорона здоров'я та соціальна допомога — 37,3 %, будівництво — 27,4 %, роздрібна торгівля — 7,9 %, публічна адміністрація — 6,7 %.